# Абдул Кадир бин Шейх Фадзир
Абдул Кадир бин Шейх Фадзир (малайск. Abdul Kadir bin Sheikh Fadzir; 4 июня 1939, Кампунг Тавар, Балинг, Кедах) — государственный и политический деятель Малайзии. Президент Партии национального альянса Малайзии.

## Краткая биография
В 1957 г. окончил среднюю школу султана Бадлишаха в Кулиме, в 1970 г. — юридическую школу Линкольнс-Инн (Лондон). Трудовую деятельность начал преподавателем английской средней школы в Серданге (1958), затем в национальной средней школе Балинга (1958—1960) и, наконец стал клерком в департаменте общественных работ в Кедахе. В 1963 г. перешел на работу в МИД Малайзии и сразу же был направлен третьим секретарем в посольство Малайзии в Пакистане, 1965—1968 гг. работал в той же должности в малайзийском посольстве в Ханое. В 1971—1974 гг. — политический секретарь министра социального обеспечения. В 1974 г. ушел из правительства в частную юридическую фирму «Хишам, Собри и Кадир», где проработал до 1982 г..
Член партии Объединенная малайская национальная организация (ОМНО) с 1969 г. Находясь на учебе в Лондоне был президентом клуба ОМНО В Англии (1969—1970), затем вице-президентом молодежной организации ОМНО в Кедахе (1970—1976). С 1978 г. — член парламента от округа Кулим (выигрывал выборы еще 6 раз — последние в 2004 г.). После этого в 1982 г. назначен парламентским секретарем министерства иностранных дел, в 1983 г. — заместителем министра иностранных дел. В 1988 г. избран членом верховного совета ОМНО. В 1990 г. он — заместитель министра внутренней торговли, в 1995 — заместитель министра людских ресурсов, в 1999- заместитель министра внутренних дел. В 1999 г. назначен министром культуры, искусства и туризма, в 2004 г. — министром информации, в 2006 г. подал в отставку и вышел из правительства, а в 2012 г. покинул и ОМНО.
В том же году заявил о создании новой партии — Партии национального альянса Малайзии (ИКАТАН) (зарегистрирована в 2015 г.), став ее президентом. Партия эта какой-либо существенной роли в политике не играет и в парламенте не представлена.

## Награды
Награжден двумя орденами Малайзии (2002, 2007) и орденами пяти штатов (Кедах, Келантан, Малакка, Паханг, Сабах), а также званием «Выдающийся деятель в сфере развития туризма» (2001, Берлин).

## Семья
- Супруга Сорая Мохд. Ноах
- Сыновья-близнецы Эрман Абдул Кадир, Эрван Абдул Кадир